# میکولاش گالاندا
میکولاش گالاندا (اسلواکی: Mikuláš Galanda; ۴ مهٔ ۱۸۹۵ – ۵ ژوئن ۱۹۳۸) نقاش و تصویرگر اهل کشور اسلواکی بود که به یکی از مهم ترین پیشگامان و مروجان هنر مدرن در اسلواکی تبدیل شد. او در گورستان ملی در مارتین به خاک سپرده شده است.